# Aa Megami-sama
Aa! Megami-sama (Nhật: ああっ女神さまっ) là loạt manga dành cho seinen do Kōsuke Fujishima viết và vẽ minh họa. Phát hành đều đặn hàng tháng từ tháng 9 năm 1988 trên tạp chí Afternoon,  các chương sau đó được nhà xuất bản Kodansha tập hợp lại thành các tankōbon, tính đến ngày 28 tháng 7 năm 2010 thì đã có 41 tập. Cậu truyện xoay quanh những mối quan hệ giữa cậu sinh viên Keiichi Morisato và tiên nữ Belldandy.
Do manga ngày càng nổi tiếng, nên AIC đã chuyển thể thành 5 tập OVA, phát hành từ ngày 02 tháng 2 năm 1993 đến ngày 17 tháng 5 năm 1994. AIC sau đó tiếp tục chuyển thể thành anime và phát sóng tại Nhật Bản trên kênh TBS từ ngày 06 tháng 1 đến ngày 07 tháng 7 năm 2005 với 24 tập và sau đó có thêm hai tập khi phát hành DVD. Bộ anime thứ hai có tên Aa Megami-sama: Sorezore no Tsubasa cũng phát sóng từ ngày 06 tháng 4 năm 2006 đến ngày 23 tháng 2 năm 2007 cũng với 24 tập. Hai tập ngoại truyện mang tên Aa Megami-sama: Tatakau Tsubasa phát sóng vào ngày 08 tháng 12 năm 2007 để chào mừng 20 năm loạt manga Aa Megami-sama ra mắt độc giả.

## Sơ lược cốt truyện
Keiichi Morisato là một sinh viên năm thứ hai đại học, vô tình gọi đến Goddess Help Line. Nữ thần Belldandy hiện thân và nói với anh ta rằng cơ quan của cô đã nhận được yêu cầu từ anh ta và cô ấy được gửi đến để ban cho anh ta một điều ước duy nhất. Tin rằng đây là một trò đùa thực tế như trên sóng truyền hình, anh ước rằng cô sẽ ở lại với anh mãi mãi, và mong ước của anh được thực hiện.
Vì anh ta không thể sống với Belldandy trong ký túc xá chỉ dành cho nam giới, họ buộc phải tìm nhà ở thay thế, cuối cùng trú ẩn trong một ngôi chùa Phật giáo cũ. Họ được phép ở lại đó vô thời hạn sau khi vị sư trẻ sống ở đó quyết định hành hương đến Ấn Độ khi bị ấn tượng bởi sự tốt lành trong tâm của Belldandy. Cuộc sống của Keiichi với Belldandy trở nên sôi động hơn khi chị gái Urd và em gái của cô, Skuld cũng chuyển đến. Một loạt các cuộc phiêu lưu diễn ra khi mối quan hệ của anh với Belldandy tiến xa hơn.

## Truyền thông

### Manga
Trước khi thực hiện Aa Megami-sama, Fujishima Kōsuke đã thực hiện loạt manga Taiho Shichauzo (You're Under Arrest!). Một trong các nhân vật chính của Taiho Shichauzo là Kobayakawa Miyuki được thiết kế trở thành một nữ thần xuất hiện trong các trang vẽ theo phong cách 4 hình ở cuối mỗi tập. Tuy nhiên chương 4 hình này không liên quan đến cốt truyện chính nên có thể xem nó như là các ngoại truyện.
Tác phẩm chính phát hành lần đầu tiên trên tạp chí Afternoon từ ngày 25 tháng 8 năm 1988 đến ngày 25 tháng 4 năm 2014. Kodansha sau đó đã tập hợp các chương lại và phát hành thành 48 tankōbon.
Loạt manga này còn được dịch ra nhiều thứ tiếng và đăng ký bản quyền ở các nước khác bởi các nhà xuất bản như Dark Horse đã đăng ký bản quyền phiên bản tiếng Anh của loạt manga để phát hành tại thị trường Bắc Mỹ, Egmont Kärnan tại Phần Lan, Pika Édition tại Pháp, Egmont-Verlag tại Đức, Comics world tại Hồng Kông, Star Comics tại Ý, Comics House tại Malaysia, Grupo Editorial Vid tại Mêxico, Japonica Polonica Fantastica tại Ba Lan, Daiwon C.I. tại Hàn Quốc, Norma Editorial tại Tây Ban Nha và Tong Li Comics tại Đài Loan.

### Light novel
Cuốn light novel đầu tiên của có tên Aa Megami-sama ~First　End~ (ああっ女神さまっ 初終ーFirst Endー) được viết bởi diễn viên lồng tiếng cho nhân vật Urd là Tōma Yumi, minh học bởi Fujishima và Matsubara Hidenori người đã tham gia vào việc đạo diễn các bộ anime khác. Cốt truyện vẫn dựa vào cốt truyện trong loạt manga lấy bối cảnh ba năm sau khi Belldandy và Keiichi gặp nhau lần đầu. Cuốn tiểu thuyết này được phát hành bởi Kodansha ngày 20 tháng 7 năm 2006 sau đó Dark Horse đã đăng ký bản quyền phiên bản tiếng Anh và phát hành tại Bắc Mỹ ngày 12 tháng 12 năm 2007.

### OVA
Năm 1993, Anime International Company, KSS, Tokyo Broadcasting System đã cùng làm việc chung với nhau để làm ra 5 tập OVA dựa theo loạt manga. Gōda Hiroaki đã nhận trách nhiệm đạo diễn các OVA này và Pony Canyon thực hiện khâu phân phối. Tập đầu tiên được phát hành 21 tháng 2 năm 1993 và tập cuối phát hành ngày 17 tháng 5 năm 1994. AnimEigo đã đăng ký bản quyền phiên bản tiếng Anh của năm tập OVA này và phát hành tại thị trường Bắc Mỹ.
Năm 2011, AIC cũng đã tiến hành thực hiện 2 OVA có tựa Aa Megami-sama: Itsumo Futari De (ああっ女神さまっ) để phát hành kèm với các tankōbon của loạt manga. Tập thứ nhất phát hành vào ngày 23 tháng 2 năm 2011 cùng tập 42 phiên bản đặc biệt của loạt manga, tập thứ hai dự tính phát hành ngày 22 tháng 9 năm 2011 cùng tập 43.

### Spin-off
Một bộ anime spin-off gồm 48 tập có tựa Aa Megami-sama: Chicchai tte Koto wa Benri da ne (ああっ女神さまっ 小っちゃいって事は便利だねっ) với cách vẽ các nhân vật Urd, Belldandy và Skuld với phong cách giống như những con búp bê nhỏ của phong cách super deformed hài hước. Bộ anime này được thực hiện bởi Oriental Light and Magic và chiếu trên WOWOW như một phần của chương trình Anime Complex. Bộ anime này sau đó được Pony Canyon phân phối tại Nhật Bản và Geneon Entertainment phân phối tại Bắc Mỹ. Bộ spin-off này lấy cốt truyện hầu hết khác loạt manga cũng như không liên quan gì đến 5 tập OVA trước. Với cốt truyện xoay quanh ba nữ thần cùng con chuột Gan-chan với các cuộc thám hiểm xung quanh ngôi nhà của họ.

### Anime
Anime International Company dã tiến hành thực hiện chuyển thể anime năm 2005 với cốt truyện bám sát vào loạt manga. Gōda Hiroaki nhận trách nhiệm đạo diễn cho bộ anime, AIC nhận khâu vẽ hình và Tokyo Broadcasting System nhận khâu sản xuất. Bộ anime đã phát sóng từ ngày 06 tháng 1 đến ngày 07 tháng 7 năm 2005. Bandai Visual đã phát hành các phiên bản DVD với ba tập mỗi hộp. Hai tập thêm được phát hành vào ngày 23 tháng 12 năm 2005, hai tập này chưa hề được phát sóng trước đó. Animax đã chiếu bộ anime này trên hệ thống của họ tại Hàn Quốc. Media Blasters đã đăng ký bản quyền phát hành của bộ anime này tại khu vực 1. MVM Films tiến hành phân phối tại Anh, Geneon Entertainment phân phối tại Bắc Mỹ. Bộ anime này cũng được dịch ra các thứ tiếng và phát hành tại các nước như Anime-Virtual sau đó chuyển cho Kazé Germany phân phối tại Đức, Kaze phân phối tại Pháp và Proware Multimedia International tại Đài Loan.
AIC sau đó thực hiện bộ anime thứ hai mang tên Aa Megami-sama: Sorezore no Tsubasa sau khi thấy bộ anime đầu rất thành công. Gōda Hiroaki vẫn là đạo diễn cho bộ anime thứ hai, AIC tiếp tục nhận khâu vẽ hình và Tokyo Broadcasting System trong khâu sản xuất. Bộ anime thứ hai đã phát sóng từ ngày 06 tháng 4 năm 2006 đến ngày 23 tháng 2 năm 2007, với cốt truyện nối tiếp bộ anime thứ nhất. Bandai Visual đã phát hành các phiên bản DVD tại Nhật Bản. ADV Films ã đăng ký bản quyền phát hành của bộ anime này tại khu vực 1. Sau khi phát hành xong 6 DVD thì ADV Films đã chuyển bản quyền sang cho Funimation Entertainment để phát hành bộ hộp DVD vào ngày 25 tháng 11 năm 2008. Proware Multimedia International đã đăng ký bản quyền phát hành bộ anime thứ hai tại Đài Loan.
Trong năm 2007 hai tập đặc biệt manga tên Aa Megami-sama: Tatakau Tsubasa đã phát hành để chào mừng 20 năm loạt manga Aa Megami-sama ra mắt độc giả. Với Gōda Hiroaki vẫn là đạo diễn, AIC nhận khâu vẽ hình và Tokyo Broadcasting System làm khâu sản xuất. Hai tập này được phát sóng ngày 08 tháng 12 năm 2007. Sau đó phát hành thành DVD vào ngày 22 tháng 2 năm 2008. Proware Multimedia International đã đăng ký bản quyền phát hành hai tập này tại Đài Loan.

### Phim anime
Một phim anime có tựa Gekijōban Aa! Megami-sama (劇場版ああっ女神さまっ) đã công chiếu tại Nhật Bản năm 2000. Nó có thêm các nhân vật nổi tiếng trong loạt manga nhưng không xuất hiện trong bất kỳ anime nào trước đó Shochiku Film đã tiến hành phân phối phim anime này tại Nhật Bản, Geneon Entertainment đã đăng ký bản quyền phát hành tại Bắc Mỹ, Proware Multimedia International đăng ký bản quyền tại Đài Loan. Phim anime này còn được phân phối ở nhiều nước bởi các nhà phân phối như MVM Films phân phối tại Anh, Madman Entertainment phân phối tại Úc và New Zealand, Kaze tại Pháp, Shin Vision tại Ý, Anime-Virtual và Kazé Germany tại Đức.

### Trò chơi điện tử
Một trò chơi điện tử thể loại phiêu lưu tên Aa! Megami-sama! cho hệ NEC PC-9801 đã phát hành bởi Banpresto năm 1993. Phiên bản nâng cấp sau đó phát hành cho hệ PC-FX năm 1997 có thêm phần lồng tiếng và một số nâng cấp khác.
Trò chơi dạng hỏi đố mang tên Kuizu Aa! Megamisama! ~Tatakau Tsubasa to tomo ni~ (クイズああっ女神さまっ～闘う翼とともに～) đã được Sega phát hành cho hệ Dreamcast.
Marvelous Interactive đã phát triển trò chơi Ah! My Goddess và phát hành tại Nhật Bản vào tháng 2 năm 2007 cho hệ PlayStation 2 với hai phiên bản bình thường và giới hạn.

### Âm nhạc
Những giọng lồng tiếng trong anime cũng chính là giọng của các ca sỹ chuyên nghiệp tại Nhật Bản.

## Đón nhận
Năm 2009, Aa Megami-sama đã giành được giải thưởng của Kodansha cho Best General Manga, và tập gần đây nhất, 41, là manga bán chạy thứ 10 tại Nhật Bản phát hành tuần đó theo bảng xếp hạng Oricon Japanese Comic Rankings. Bộ phim xếp hạng thứ 28 trên tạp chí Anime's Wizard trên "Top 50 Anime được phát hành ở Bắc Mỹ". Trong American Anime Awards năm 2007, anime được đề cử trong hạng mục Phim hài hay nhất, nhưng thua FLCL.